# Ervin Zádor
Ervin Zador, nacido en Hungría en 1935 y fallecido en 2012 en Estados Unidos, era considerado uno de los jugadores más grandes de waterpolo de todos los tiempos. A la edad de 21 años representó a su país en las olimpiadas de 1956 en Melbourne.

## El baño sangriento de Melbourne
La Unión Soviética y Hungría jugaron la semifinal de waterpolo de los Juegos Olímpicos el 6 de diciembre de 1956. Debido a la invasión de Hungría por parte de la Unión Soviética dos semanas antes y a la tensión entre ambos equipos, el juego se preveía muy violento. Durante el juego Zador anotó 2 tantos llevando a Hungría a disfrutar de una ventaja de 4-0. Más tarde, el jugador soviético Valentin Prokopov le propinó un codazo a Zador en la cara, provocándole un corte debajo del ojo derecho. Debido al sangrado de Zador y a múltiples contiendas producidas durante la semifinal, el partido fue calificado como el más  sangriento de este deporte y se acuñó el término de Baño sangriento de Melbourne. Se suspendió el juego a falta de un minuto para prevenir un posible alboroto por parte de los espectadores presentes. La victoria fue para el equipo de Hungría. 
Después del juego, la mitad de la delegación húngara no regresó, Zador incluido entre estos. De allí fue a los Estados Unidos a pesar de que Australia le ofreció asilo político. En el país anglosajón entrenó a un entonces joven Mark Spitz de tan sólo 11 años.
En sus últimos años de vida residió en Linden, California, y aún poseía la cicatriz y la medalla de oro que obtuvo en la final contra Yugoslavia.

## Ervin Zador en el cine
En abril de 2006 se presentó el documental Freedom's Fury producido por la estadounidense Lucy Liu. El filme dramatiza el levantamiento húngaro de 1956 y tiene su momento cumbre en el infame partido de waterpolo que enfrentó a la Unión Soviética y Hungría en los Juegos Olímpicos de Melbourne. El documental sigue la historia de la joven estrella del equipo olímpico húngaro Ervin Zador, que se ve involuntariamente en el foco de este politizado partido.